# Tibor Honty
Tibor Honty (9. května 1907 Krompachy, Slovensko – 1. prosince 1968 Praha) byl československý fotograf.

## Život a dílo
Tibor Honty maturoval na klasickém gymnáziu v Bratislavě v roce 1927. Mezi lety 1930 a 1933 studoval keramiku na Škole uměleckých řemesel. Svou keramiku pak vystavoval v Praze a v Paříži. Přestěhoval se natrvalo do Prahy, kde deset let pracoval v tiskárně jako chemigraf a retušér; fotografovat začal roku 1935. Věnoval se reportážní a sociální fotografii i fotografování uměleckých plastik. Po válce vstoupil do Spolku výtvarných umělců Mánes, kde se léta 1948 podílel na vzniku fotografické sekce.
V 60. letech fotografoval dokumentární fotografie uměleckých děl pro muzea a pro Národní galerii v Praze i v Bratislavě, které byly publikovány v knihách o výtvarném umění, například monografie Majster levočského oltára.

## Výstavy
- Neúprosné světlo. Sociální fotografie v meziválečném Československu. 14. 9. – 28. 10. 2012. Autoři: Karol Aufricht / Irena Blühová / Karel Hájek / Ján Halász / Tibor Honty / Josef Kubín / Ilja Jozef Marko / Sergej Protopopov / Oldřich Straka / Viliam Tóth / Josef Zeman, Galerie Leica, Praha.